# Klasztor kartuzów w Valsainte

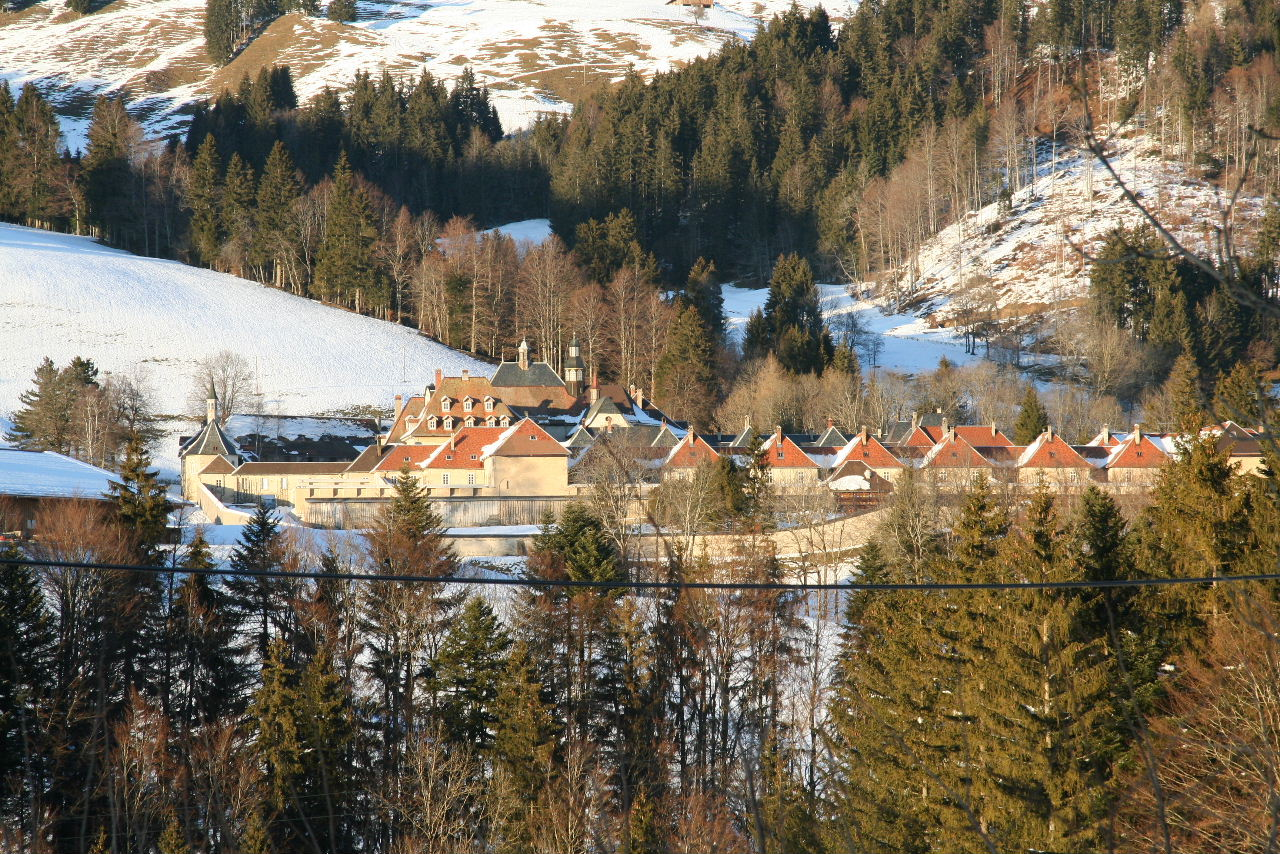
Klasztor kartuzów w Valsainte w 2007 r. (po remoncie)

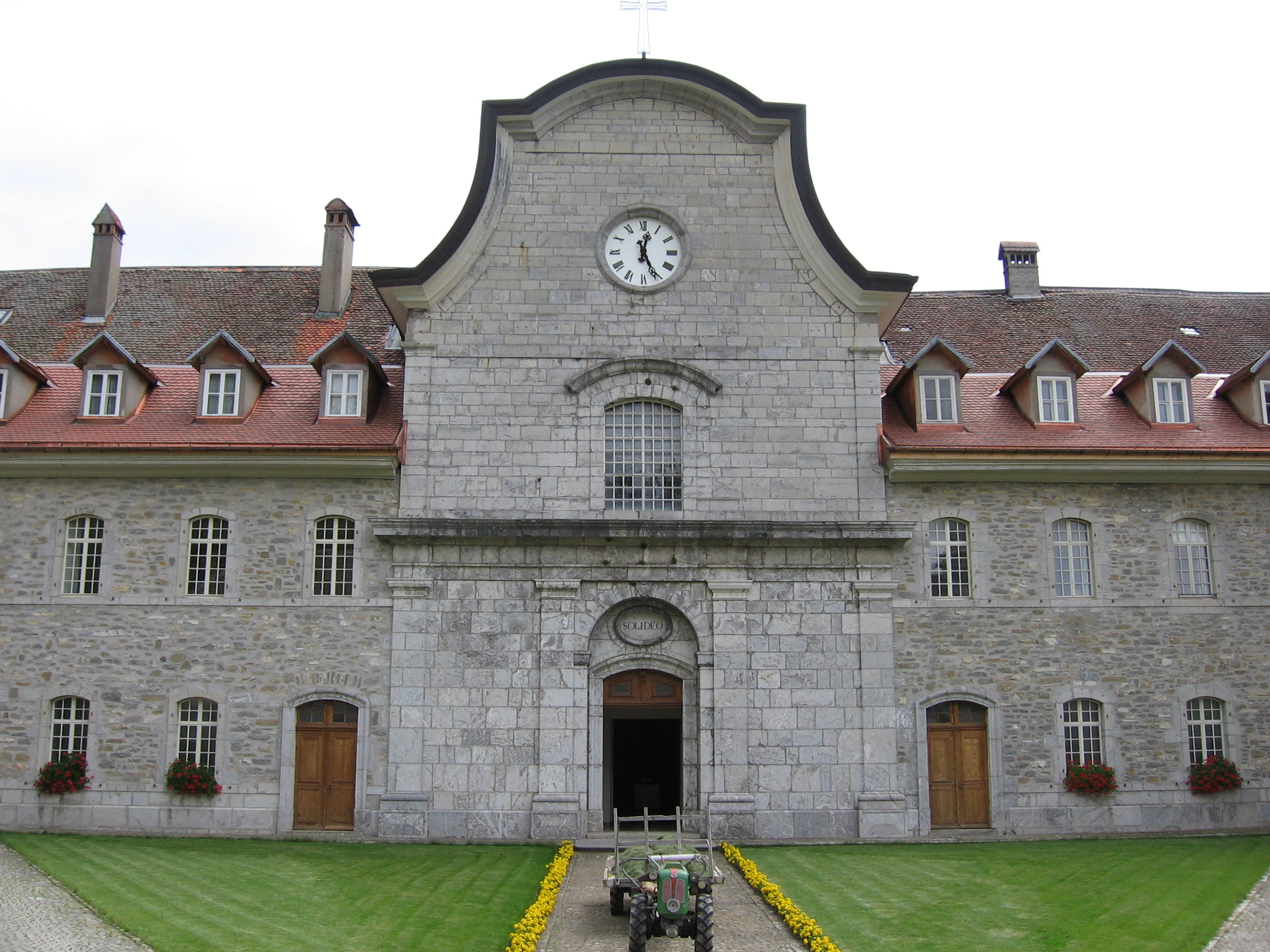
Fronton kościoła klasztornego

Klasztor kartuzów w Valsainte (łac. Vallis sanctorum omnium, następnie Vallis Sancta; fr. chartreuse de La Valsainte; pol. Valsainte – Święta Dolina) – klasztor kartuzów w kantonie Fryburg w Szwajcarii. Ostatni działający jeszcze klasztor tego zakonu w Szwajcarii. W 2011 r. liczył on 9 kapłanów i 7 braci zakonnych. Językiem tego domu zakonnego jest język francuski.

## Położenie
Leży w Prealpach Fryburskich, w gminie Val-de-Charmey w dystrykcie Gruyère, na terenie diecezji Lozanny, Genewy i Fryburga. Usytuowany jest na wysokości 1014 m n.p.m. u południowych podnóży masywu La Berra (1719 m n.p.m.), w głębi doliny potoku Javroz (miejsc. Le Javro), wpadającego niżej do zbiornika zaporowego Lac de Montsalvens. 

## Historia
Klasztor został założony w 1294 lub 1295 r. przez Girarda I de Corbières, pana Charmey, jego brata Richarda (baliwa w Lozannie) i jego bratanka Guillaume’a de Corbières. Ofiarowali oni na ten cel teren zwany Doliną Wszystkich Świętych (fr. "la vallée de Tous-les-Saints") wraz z otaczającymi go lasami, leżący w granicach ówczesnego hrabstwa Gruyères. Prawie nic nie wiemy o kształcie pierwszych zabudowań klasztornych, które zostały zniszczone przez pożar w 1381 r.
W średniowieczu kartuzi władali niepodzielnie całą doliną Jogne powyżej dzisiejszego jeziora Montsalvens (dzisiejsze wsie Charmey i Cerniat). Gdy w 1554 r. Michel, ostatni hrabia Gruyères, zmuszony został przekazać swoją seniorię wciąż rosnącemu w siłę Fryburgowi, miasto rozciągnęło swą władzę również na te tereny, ograniczając władzę i dochody zakonników.
W okresie reformacji katolicki biskup Lozanny, wygnany ze swego miasta przez protestantów, schronił się we Fryburgu. Na prośbę papieża, by miasto zapewniło biskupowi środki utrzymania, rada miejska Fryburga – zasłaniając się brakiem odpowiednich środków – zaproponowała, by przekazać biskupowi tytułem dóbr stołowych majątki jednego z dwóch klasztorów kartuskich, istniejących wówczas na terenie kantonu Fryburg (drugim był klasztor w Part-Dieu na pd.-zach. od Bulle). Wywołało to długotrwały spór władz kantonu ze Stolicą Piotrową. Decyzję podjął Watykan dopiero w 1778 r. W jej następstwie mnisi z Valsainte musieli opuścić klasztor. Po nich od 1791 r. z przerwami przebywali tu trapiści z opactwa La Trappe we Francji, którym przewodził Augustin de Lestrange, jeden z czołowych odnowicieli życia zakonnego w Europie Zachodniej po Rewolucji Francuskiej, a Valsainte stała się ośrodkiem reformy reguły kartuzjańskiej. Po ostatecznym upadku Napoleona w 1815 r. trapiści powrócili jednak do Francji.
W 1817 r. ojciec Joseph Passerat, odnowiciel zakonu redemptorystów, otrzymał od władz Fryburga zgodę na osiedlenie się zgromadzenia w pustym klasztorze. Izolowane położenie obiektu i utrudniony dostęp do niego (zwłaszcza w zimie) nie odpowiadały jednak zakonnikom ukierunkowanym na działalność apostolską i opuścili oni Valsainte w 1835 r. Porzucone zabudowania zaczęły niszczeć.
W 1848 r. radykalny i antyklerykalny rząd kantonu Fryburg zniósł klasztor kartuzów w Part-Dieu i zmusił mnichów do opuszczenia kantonu. W 1863 r., gdy władzę we Fryburgu objęli konserwatyści bardziej przychylni Kościołowi Katolickiemu, pozwolono zakonnikom powrócić. Ponieważ ich dawny klasztor przeszedł już w obce ręce, osiedlili się oni w Valsainte. Klasztor został odrestaurowany, a w znacznej części wybudowany na nowo. W 1866 r. ukończono kościół klasztorny. Poza fragmentem sklepienia kościoła, datowanego na XIV w. i fasadą z XVIII w. prawie cała reszta zabudowań klasztoru, wliczając w to zewnętrzną kaplicę, pochodzi z trzeciej tercji XIX w.
Z końcem XIX w. liczba zakonników systematycznie rosła. Przybyło tu zwłaszcza wielu zakonników z zamykanych sukcesywnie kartuzji we Francji, w tym mnisi z zamkniętego przez państwo klasztoru Grande-Chartreuse. W latach 1903 i 1904 odbyły się tu nawet posiedzenia kapituły generalnej zakonu. W związku z tym w pierwszych latach XX w. rozbudowano pomieszczenia klasztorne, w tym i nowicjat. Mogły one pomieścić 38 ojców i 30 braci świeckich. Jednak jedynie trzykrotnie w ciągu XX w. liczba zakonników przekroczyła 50.
W latach 70. XX w. całkowicie przebudowano wnętrze kościoła klasztornego, dostosowując je do zaleceń posoborowych. Oszczędne, szlachetne wyposażenie oraz witraże, które zaprojektował fryburski malarz Claude Chorderet, utworzyły wnętrze, będące obecnie wzorem do naśladowania przez inne ośrodki kartuzjańskie.
W roku 2000 na skutek podmycia przez wodę zaczęły osiadać południowe zabudowania zespołu klasztornego. Trzeba było zburzyć 14 z 23 domków, zbudowanych w latach 1890-1902 i przeznaczonych w większości dla członków nowicjatu. Prace te zakończono w 2008 r.